# Guengat
Guengat (en bretó Gwengad) és un municipi francès, situat a la regió de Bretanya, al departament de Finisterre. L'any 2006 tenia 1.688 habitants.

## Demografia
| 1962                                       | 1968  | 1975  | 1982  | 1990  | 1999  |  |
| ------------------------------------------ | ----- | ----- | ----- | ----- | ----- |  |
| 1.009                                      | 1.001 | 1.198 | 1.588 | 1.604 | 1.471 |  |
| Des de 1962: població sense dobles comptes |       |       |       |       |       |  |

## Administració
| Període | Identitat   | Partit |
| ------- | ----------- | ------ |
| 2001-   | Yvon Dagorn |        |

## Personatges il·lustres
- Jean-Marie Déguignet, escriptor.